# Butovice (tvrz)
Tvrz v Butovicích v Praze 5 je zaniklé panské sídlo. Jeho lokace není známá.

## Historie
Tvrz v Butovicích vznikla pravděpodobně až v 16. století. Do roku 1547 byly dva zdejší dvory v držení Starého města pražského. V letech 1547–1581 oba patřily rodu vladyků ze Stoješic a poté rodu Malovců. Roku 1588 koupil Adam z Hradce dvůr a ves Butovice s podacím právem spolu s Jinonickým dvorem kmecím od Viléma staršího z Malovic a od něj roku 1597 Zikmund Knobloch z Knobelshofu, který zde postavil své sídlo. Toto pak roku 1609 přikoupil Albrecht Pfefrkorn k Jinonicům. Později tvrz zanikla.